# Copa de Liechtenstein de 2021-22
La Copa de Liechtenstein 2021-22 (Conocida como FL1 Aktiv Cup por ser patrocinada por la empresa de telecomunicaciones Telecom Liechtenstein) fue la edición número 77 de la única competencia de carácter nacional organizada por la Asociación de Fútbol de Liechtenstein (L. F. V.).
El torneo empezó el 28 de septiembre de 2021 con la ronda preliminar y finalizó el 3 de mayo de 2022 con la final.
El equipo campeón garantizó un cupo en la Liga de Conferencia Europa de la UEFA 2022-23.
El Vaduz se coronó campeón tras vencer, en la final, al USV Eschen/Mauren con marcador de 3-1 y de esa manera obtuvo su título número 48.

## Equipos participantes
| Challenge League 2021-22 (2) | 1. Liga 2021–22 (4)              | 2. Liga 2021–22 (6) | 3. Liga 2021–22 (7)                                                            | 4. Liga 2021–22 (8)                                                                         | 5. Liga 2021–22 (9)           |
| - FC Vaduz                   | - FC Balzers - USV Eschen/Mauren | - FC Ruggell        | - USV Eschen/Mauren II - FC Schaan - FC Triesen - FC Triesenberg - FC Vaduz II | - FC Balzers II - USV Eschen/Mauren III - FC Ruggell II - FC Triesen II - FC Triesenberg II | - FC Schaan II - FC Vaduz III |

## Rondas previas

### Primera ronda
Los partidos se jugaron el 28 y el 29 de septiembre de 2021.
La primera ronda involucró a todos excepto a los ocho equipos mejor clasificados. El sorteo tuvo lugar el 4 de agosto de 2021.
| Local                 | Resultado      | Visitante                 | Fecha                    | Estadio               |
| --------------------- | -------------- | ------------------------- | ------------------------ | --------------------- |
| FC Vaduz III (9)      | 1–3            | FC Balzers II (8)         | 28 de septiembre de 2021 | Rheinpark Stadion     |
| FC Schaan II (9)      | 5–4            | FC Triesen II (8)         | 28 de septiembre de 2021 | Sportplatz Rheinwiese |
| FC Ruggell II (8)     | 2–2 (5-4 pen.) | USV Eschen/Mauren II (7)  | 28 de septiembre de 2021 | Freizeitpark Widau    |
| FC Triesenberg II (8) | 0–1            | USV Eschen/Mauren III (8) | 29 de septiembre de 2021 | Sportanlage Leitawies |

### Segunda ronda
Los partidos se jugaron entre  29 de octubre y  10 de noviembre de 2021.
| Local              | Resultado | Visitante                 | Fecha                   | Estadio               |
| ------------------ | --------- | ------------------------- | ----------------------- | --------------------- |
| FC Ruggell II (8)  | 2–0       | USV Eschen/Mauren III (8) | 29 de octubre de 2021   | Freizeitpark Widau    |
| FC Schaan II (9)   | 0–6       | FC Triesen (7)            | 2 de noviembre de 2021  | Sportplatz Rheinwiese |
| FC Balzers II (8)  | 0–2       | FC Vaduz II (7)           | 3 de noviembre de 2021  | Sportplatz Rheinau    |
| FC Triesenberg (7) | 1–2       | FC Schaan (7)             | 10 de noviembre de 2021 | Sportanlage Leitawies |

## Etapas finales

### Cuartos de final
Los partidos se jugaron el 15 y 16 de marzo de 2022.
| Local             | Resultado | Visitante             | Fecha               | Estadio               |
| ----------------- | --------- | --------------------- | ------------------- | --------------------- |
| FC Triesen (7)    | 2–5       | FC Balzers (4)        | 15 de marzo de 2022 | Sportanlage Blumenau  |
| FC Ruggell II (8) | 0–12      | FC Vaduz (2)          | 15 de marzo de 2022 | Freizeitpark Widau    |
| FC Schaan (7)     | 0–4       | USV Eschen/Mauren (4) | 15 de marzo de 2022 | Sportplatz Rheinwiese |
| FC Vaduz II (7)   | 1–2       | FC Ruggell (6)        | 16 de marzo de 2022 | Rheinpark Stadion     |

### Semifinales
Los partidos se jugaron el 13 de abril de 2022.
| Local          | Resultado  | Visitante             | Fecha               | Estadio            |
| -------------- | ---------- | --------------------- | ------------------- | ------------------ |
| FC Ruggell (6) | 0–1        | USV Eschen/Mauren (4) | 13 de abril de 2022 | Freizeitpark Widau |
| FC Balzers (4) | 1–3 (pró.) | FC Vaduz (2)          | 13 de abril de 2022 | Sportplatz Rheinau |

### Final
La final se jugó el 3 de mayo de 2022.
| Local                 | Resultado | Visitante | Fecha             | Estadio           |
| --------------------- | --------- | --------- | ----------------- | ----------------- |
| USV Eschen/Mauren (4) | 1–3       | Vaduz (2) | 3 de mayo de 2022 | Rheinpark Stadion |